# Essai nucléaire souterrain

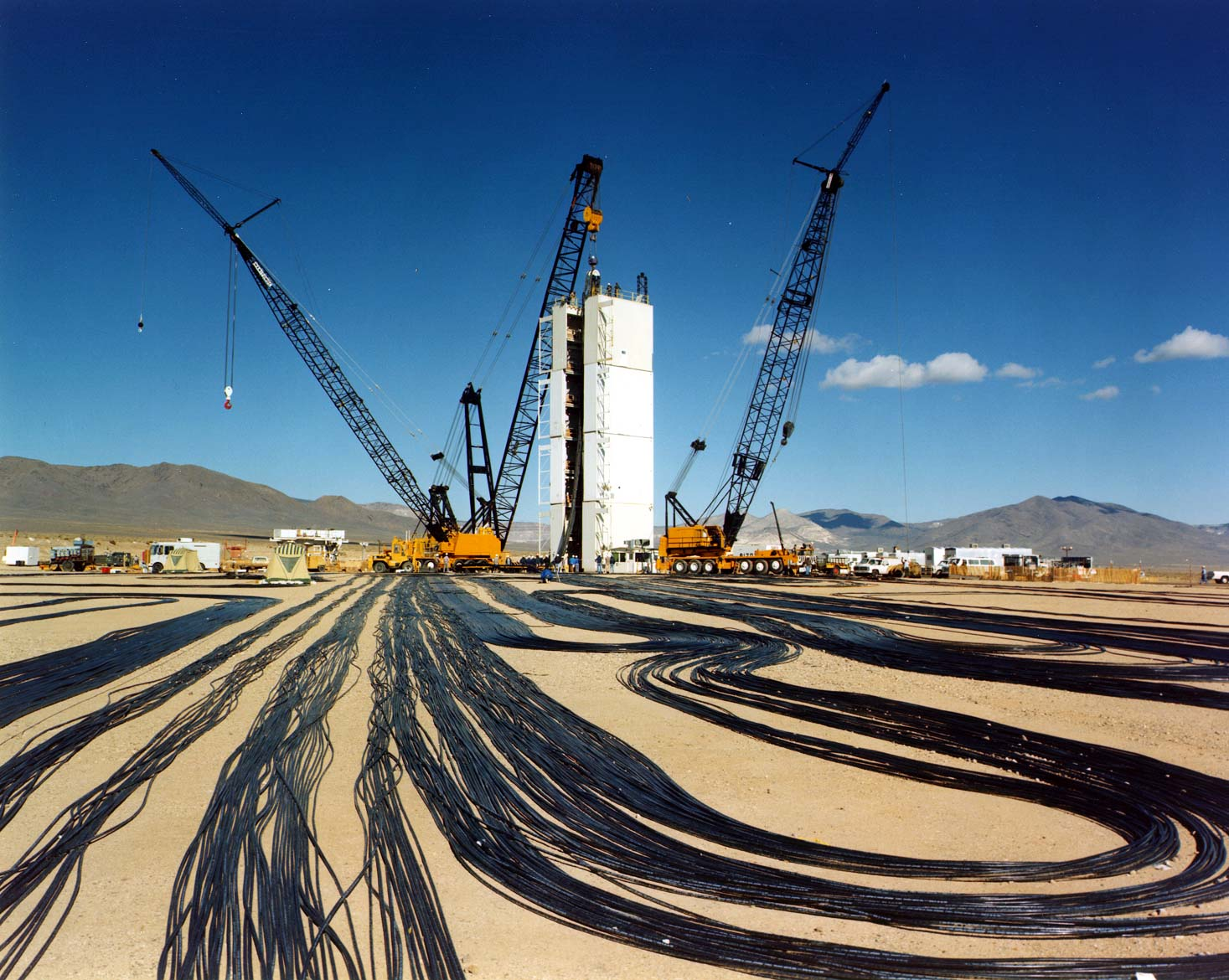
Préparation pour un essai nucléaire souterrain sur le site d'essais du Nevada dans les années 1990.

Un essai nucléaire souterrain fait référence à un essai nucléaire effectué en sous-sol. Lorsque l'engin explosif est enterré à une profondeur suffisante, l'explosion peut être contenue, sans rejet de matières radioactives dans l'atmosphère.
La chaleur et la pression extrêmes créées par une explosion nucléaire souterraine provoquent des changements dans la roche environnante. La roche la plus proche est vaporisée, formant une cavité. Plus loin, se trouvent des zones de roche broyées, concassées et contraintes de manière irréversible. Après l'explosion, la roche au-dessus de la cavité peut s'effondrer, formant une cheminée de décombres. Si cette cheminée atteint la surface, un cratère d'affaissement en forme de cuvette peut se former.
Le premier essai souterrain a lieu en 1951 ; d'autres tests fournissent des informations qui conduisent à la signature du Traité d'interdiction partielle des essais nucléaires en 1963, qui interdit tous les essais nucléaires à l'exception des essais souterrains. À partir de ce moment-là, et jusqu'à la signature du Traité d'interdiction complète des essais nucléaires en 1996, la plupart des essais nucléaires, pour tous les pays qui y adhèrent, sont souterrains, afin d'éviter que les retombées radioactives ne contaminent l'atmosphère.

## Contexte
Les préoccupations du public au sujet de retombées des essais nucléaires se sont développées au début des années 1950,. Des retombées radioactives ont été découvertes après l'essai Trinity en 1945. Les fabricants de pellicules photographiques ayant plus tard rapportés des films « voilés », ceux-ci ont été reliés à la fois à l’essai Trinity et aux essais conduits sur le site d'essais du Nevada. Les retombées fortement radioactives de l'essai Simon en 1953 ont été observées jusqu'à Albany, dans l’État de New York.
Les retombées de l'essai Castle Bravo en mars 1954 dans l'océan Pacifique auront « des implications scientifiques, politiques et sociales pendant plus de 40 ans ». Le test de plusieurs mégatonnes a généré des retombées radioactives sur les îles de Rongerik et Rongelap, et un bateau de pêche japonais connu sous le nom « Daigo Fukuryū Maru » (« Dragon chanceux »). Avant cet essai, l'appréciation des dangers de retombées était « insuffisante ».
L'essai a causé un incident international. Dans une interview sur PBS, l'historienne Martha Smith a fait valoir : « Au Japon, cela devient un énorme problème non seulement pour le gouvernement qui proteste contre les États-Unis, mais pour tous les différents groupes et peuples au Japon qui commencent à protester. Cela devient un enjeu majeur dans les médias. Il y a toutes sortes de lettres et de protestations qui proviennent, sans surprise, des pêcheurs japonais, des épouses des pêcheurs; des groupes d'étudiants, de différents types de personnes; qui protestent contre l’utilisation du Pacifique par les Américains pour des essais nucléaires. Ils sont très préoccupés par cela, et d'abord, pourquoi les États-Unis ont le droit de réaliser ce type d'essais dans le Pacifique ? Ils sont également préoccupés par l'impact sanitaire et environnemental. » Le premier ministre de l'Inde « a exprimé la préoccupation internationale intense » quand il a appelé à l'arrêt de tous les essais nucléaires dans le monde.

## Histoire des premiers essais souterrains

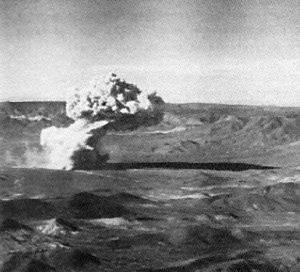
Uncle lors de l'opération Buster-Jangle, le premier essai nucléaire souterrain.

À la suite de l'analyse des détonations sous-marines de l'opération Crossroads en 1946, des études ont été faites concernant l'éventuelle valeur militaire d'une explosion souterraine. Le Joint Chiefs of Staff ainsi obtenu l'accord de la Commission de l'énergie atomique des États-Unis pour effectuer des essais à la fois en surface et sous terre. L'île d'Amchitka est initialement sélectionnée pour ces essais en 1950, mais le site est par la suite jugé inapproprié et les essais sont déplacés vers le site d'essais du Nevada.
Le premier essai nucléaire souterrain est réalisé le 29 novembre 1951,,. Il s'agissait de l’essai Uncle de la campagne d'essais Buster-Jangle d’une puissance de 1,2 kilotonne. L’explosion a lieu à une profondeur de 5,2 m. L’essai est conçu comme une étude à échelle réduite des effets d'un engin de 23 kilotonnes atomique de type insertion qui est ensuite été envisagé comme une arme destinée à créer des excavations et la destruction de bunker. L'explosion a entraîné l'apparition d'un nuage qui s'est élevé à 11 500 pieds (4 570 m), et a déposé des retombées radioactives au nord et au nord-nord-est du point zéro. Le cratère résultant a un diamètre de 80 m et de 16 m de profondeur.

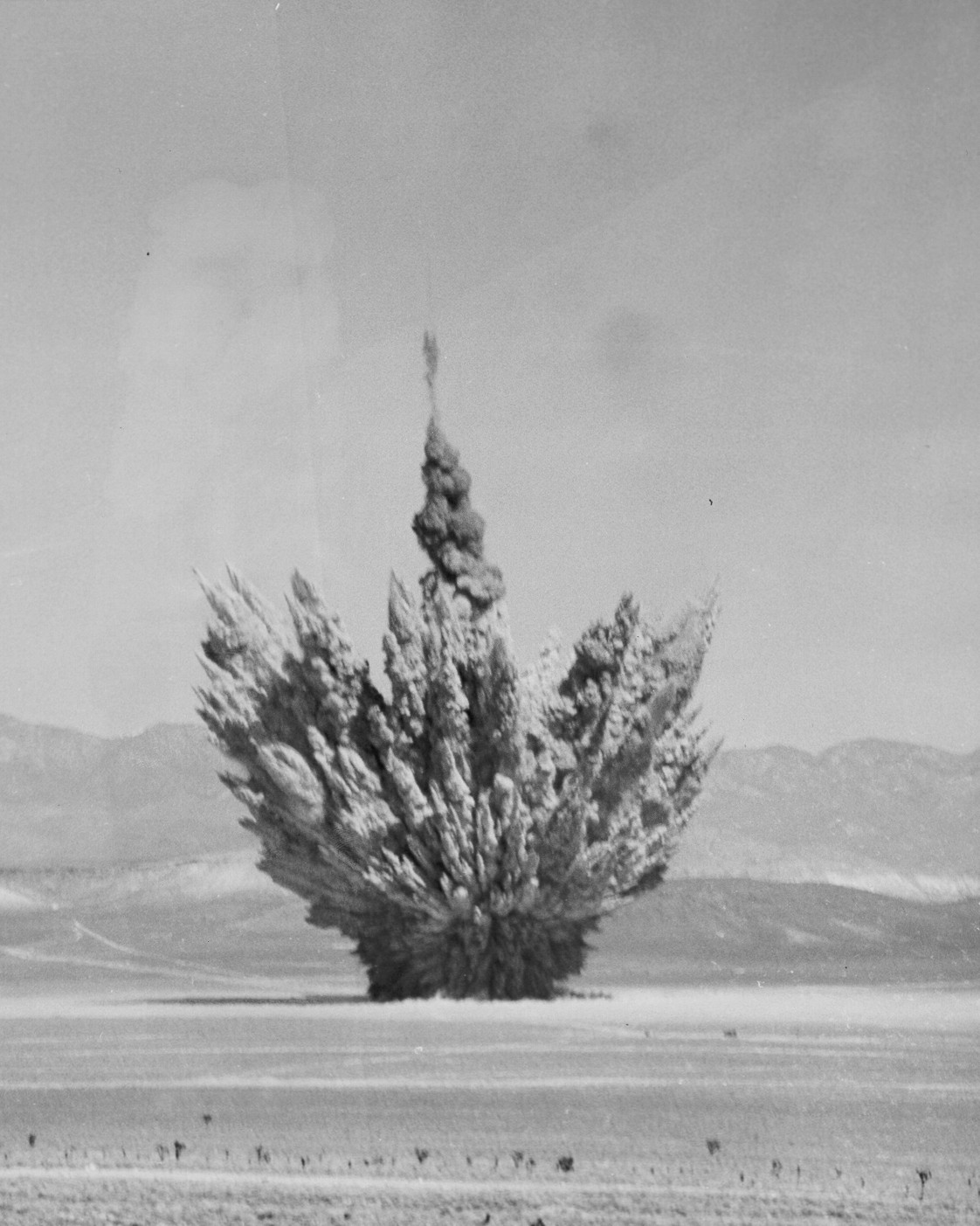
Tir Ess de la campagne d'essais Teapot.

L’essai souterrain suivant est Ess de la campagne d'essais Teapot, le 23 mars 1955. L'explosion d’une kilotonne est un essai de fonctionnement d'une munition de démolition atomique (MDA). Il a explosé à 20,4 mètres sous terre, dans un abri de tôle ondulée, recouvert de sacs de sable et de tout venant. Parce que le MDA est enfoui sous terre, l'explosion a soufflé vers le haut des tonnes de terre, créant un cratère de 90 m de large et 39 m de profondeur. Le nuage en forme de champignon résultant s'est élevé à une hauteur de 12 000 pieds (3 660 m), les retombées radioactives ont dérivé en direction de l'est, voyageant à 225 km du point zéro.
Le 26 juillet 1957, Pascal-A de l'opération Plumbbob a explosé au fond d'un puits de 148 mètres de profondeur,. Selon une description, il « a inauguré l'ère des essais souterrains avec une magnifique chandelle romaine pyrotechnique ! ». En comparaison avec un essai aérien, les débris radioactifs rejetés dans l'atmosphère sont réduits d'un facteur dix. Un travail théorique a alors commencé sur les moyens de confinement possibles.

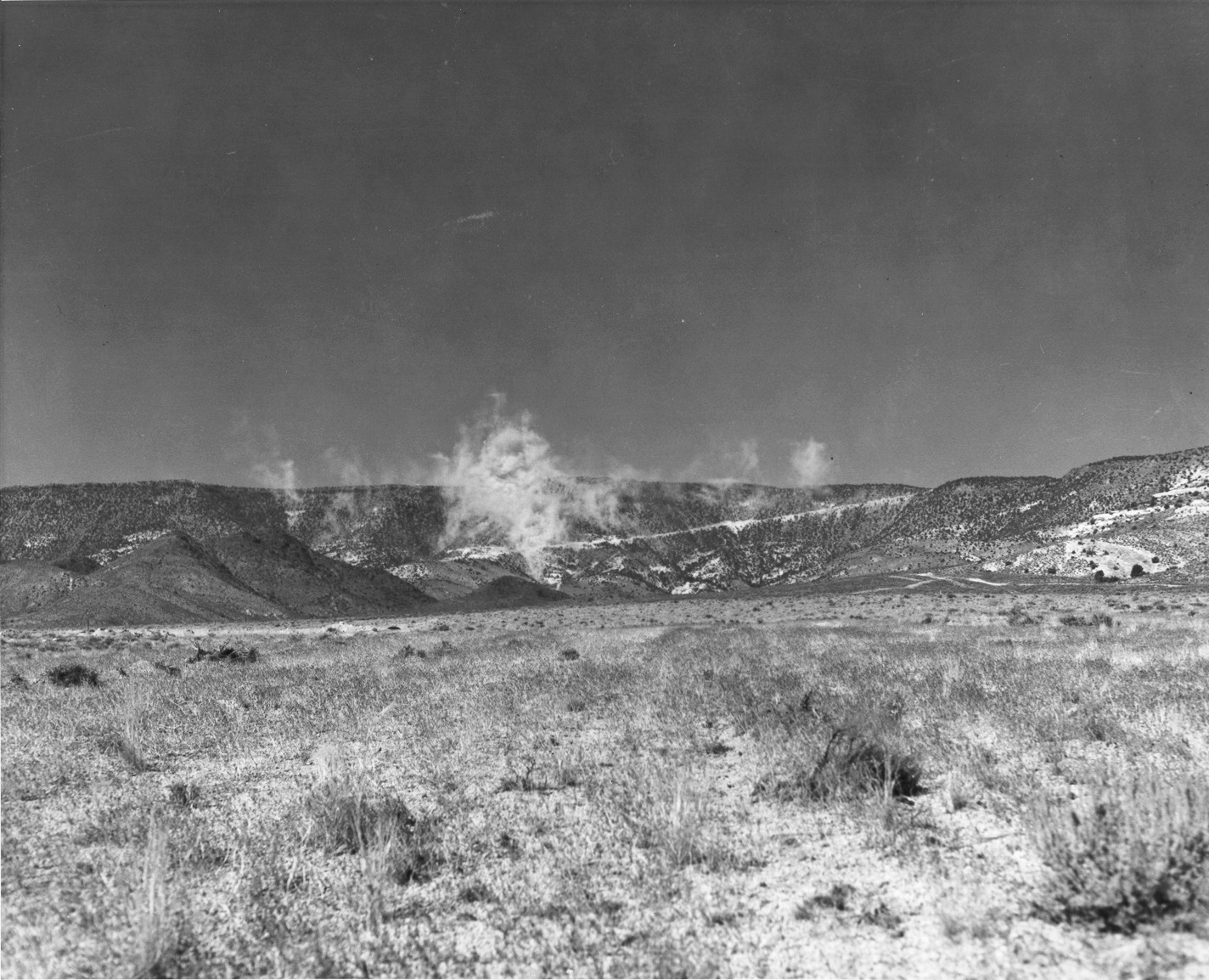
Poussière soulevée par le tir Rainier de l'opération Plumbbob.

Schéma du site souterrain Shoal de l'opération Niblick, avec une forme auto-obturante en forme de crochet.

L’essai Rainier de l’opération Plumbbob se fait à une profondeur de 274 m, le 19 septembre 1957. L'explosion d’une puissance de 1,7 kt est la première à être entièrement confinée sous terre, ne produisant pas de retombées. L'essai a lieu dans un tunnel horizontal long de 500 à 600 m de long en forme de crochet. Le crochet « a été conçu de manière que la force explosive scelle la partie non recourbée du tunnel au plus près de la détonation avant que les gaz et les fragments de fission ne soient évacués dans la courbe du crochet du tunnel ». Cet essai serait devenu le prototype pour des tests plus puissants. Le tir Rainier est annoncé à l'avance, de sorte que les stations sismiques puissent tenter d'enregistrer un signal. L'analyse des échantillons recueillis après le tir permet aux scientifiques de développer une compréhension des explosions souterraines qui « reste essentiellement inchangée aujourd'hui ». Ces informations influeront sur les décisions ultérieures qui mèneront au Traité d'interdiction partielle des essais.
Cannikin, le dernier essai sur le site d’Amchitka, explose le 6 novembre 1971. Développant environ 5 mégatonnes, c'est l'essai souterrain le plus puissant de l'histoire américaine.

## Effets
Les effets d'un essai nucléaire souterrain varient en fonction de facteurs tels que la profondeur et la puissance de l'explosion, ainsi que la nature de la roche environnante. Si l'essai est effectué à une profondeur suffisante, le test est dit être contenu, sans évacuation des gaz ou d'autres contaminants dans l'environnement. En revanche, si le dispositif est enterré à une profondeur insuffisante, de la roche peut être expulsée par l'explosion, formant un cratère d'affaissement entouré d'éjectas, et libérant des gaz à haute pression dans l'atmosphère (le cratère qui en résulte est habituellement au profil conique, circulaire et peut varier entre quelques dizaines à quelques centaines de mètres de diamètre et de profondeur). La variable utilisée pour déterminer à quel point la bombe doit être enterrée est la profondeur d'enfouissement calculée (en anglais : « scaled depth of burial, or -burst », SDOB). Ce nombre est calculé comme la profondeur d'enfouissement en mètres divisé par la racine cubique de la puissance en kilotonnes. Afin d'assurer le confinement, ce chiffre devrait être supérieur à 100,.
| Nom                                            | Rayon             |
| ---------------------------------------------- | ----------------- |
| Cavité fondue                                  | 4–12 m/kt1/3      |
| Zone broyée                                    | 30–40 m/kt1/3     |
| Zone fissurée                                  | 80–120 m/kt1/3    |
| Zone ayant subi des déformations irréversibles | 800–1 100 m/kt1/3 |

L'énergie d’une explosion nucléaire est libérée en une microseconde. Dans les microsecondes qui suivent, les équipements de l’essai et la roche environnante sont vaporisés, sous des températures de plusieurs millions de degrés et des pressions de plusieurs millions d'atmosphères. En quelques millisecondes, une bulle de gaz et de vapeur à haute pression se forme. La chaleur et l'onde de choc en expansion vaporisent la roche environnante et font fondre celle plus éloignée, créant une cavité fondue. Le mouvement dû au choc induit par l’augmentation brutale de la pression interne fait grandir la cavité vers l'extérieur. Ceci se poursuit pendant quelques dixièmes de seconde jusqu'à ce que la pression ait suffisamment diminué, à un niveau à peu près comparable au poids de la roche située au-dessus, et la cavité ne pouvant alors plus croître. Bien que non observées lors de chaque explosion, quatre zones distinctes (y compris la cavité fondue) ont été décrites dans la roche environnante. La zone broyée, d’une taille égale à environ deux fois le rayon de la cavité, est constituée de roches qui ont perdu toute leur intégrité initiale. La zone fissurée, égale à environ trois fois le rayon de la cavité, est constituée de roche avec des fissures radiales et concentriques. Enfin, la zone ayant subi des déformations irréversibles se compose de roche déformée par la pression. La couche suivante ne subit, elle, que des déformations élastiques. Les déformations et les relaxations ultérieures forment alors une onde sismique. Quelques secondes plus tard, la roche en fusion commence à se rassembler au fond de la cavité et le contenu de la cavité commence à refroidir. Le rebond de l'onde de choc provoque des forces de compression autour de la cavité, appelées « contrainte de confinement », scellant les fissures (création d'une cage de confinement).
Quelques minutes ou quelques jours plus tard, une fois que la chaleur s'est suffisamment dissipée, la vapeur se condense et la pression dans la cavité tombe en dessous du niveau nécessaire pour soutenir la roche qui la recouvre, celle-ci tombe alors dans la cavité, créant une cheminée de décombres.
En fonction de divers facteurs, y compris de la puissance de l'explosion et des caractéristiques du puits, cet effondrement peut s'étendre jusqu’à la surface. Si c'est le cas, un cratère d'affaissement est créé. Un tel cratère a généralement la forme d'une cuvette, et varie en taille de quelques dizaines de mètres à plus d'un kilomètre de diamètre. Sur le site d'essais du Nevada, 95 % des tests effectués à une profondeur d’enfouissement calculée (SDOB) inférieure à 150 ont provoqué un effondrement de la surface, à comparer avec environ la moitié des tests réalisés avec un SDOB inférieur à 180. Le rayon r (en pieds) de la cavité est proportionnel à la racine cubique de la puissance y (en kilotonnes), {\displaystyle r=55{\sqrt[{3}]{y}}} ; une explosion de 8 kilotonnes va créer une cavité ayant un rayon de 110 pieds.

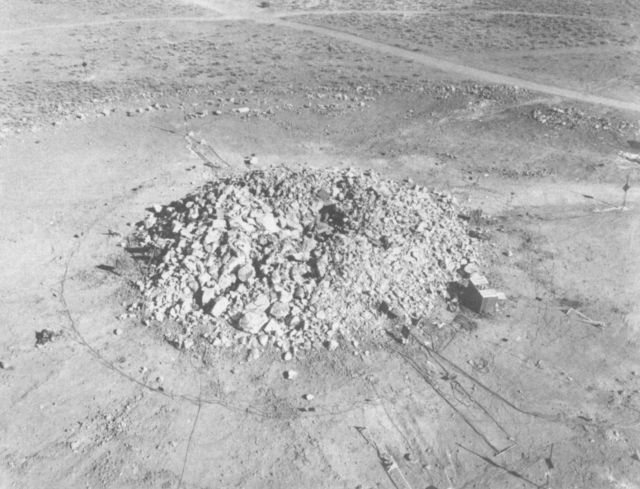
Monticule de débris formé par l'essai Sulky de l'opération Whetstone.

D’autres caractéristiques de surface pouvant inclure des sols perturbés, des rides de pression, des failles, des mouvements d'eau (y compris les modifications apportées au niveau de la nappe phréatique), des chutes de pierres et des glissements de terrain, peuvent apparaitre. La plupart du gaz dans la cavité est composé de vapeur d'eau. Sa pression diminue de façon spectaculaire lorsque la température diminue et que la vapeur se condense. Il existe cependant d'autres gaz, le dioxyde de carbone et de l'hydrogène pour l’essentiel, qui ne se condensent pas. Le dioxyde de carbone est produit par la décomposition thermique de carbonates, l'hydrogène est créé par réaction du fer et d'autres métaux du dispositif et de l'équipement environnant. La quantité de carbonates, l'eau dans le sol et le fer disponible doivent être pris en compte dans l'évaluation de l'enceinte de confinement du site de l'essai ; les sols argileux saturés d'eau peuvent provoquer un effondrement structurel et une ventilation. Un socle rocheux dur peut réfléchir les ondes de choc de l'explosion, et peut aussi causer l'affaiblissement structurel et une ventilation. Les gaz non condensables peuvent rester absorbés dans les pores du sol. Une grande quantité de ces gaz peut cependant maintenir une pression suffisante pour conduire les produits de fission dans le sol.[pas clair]

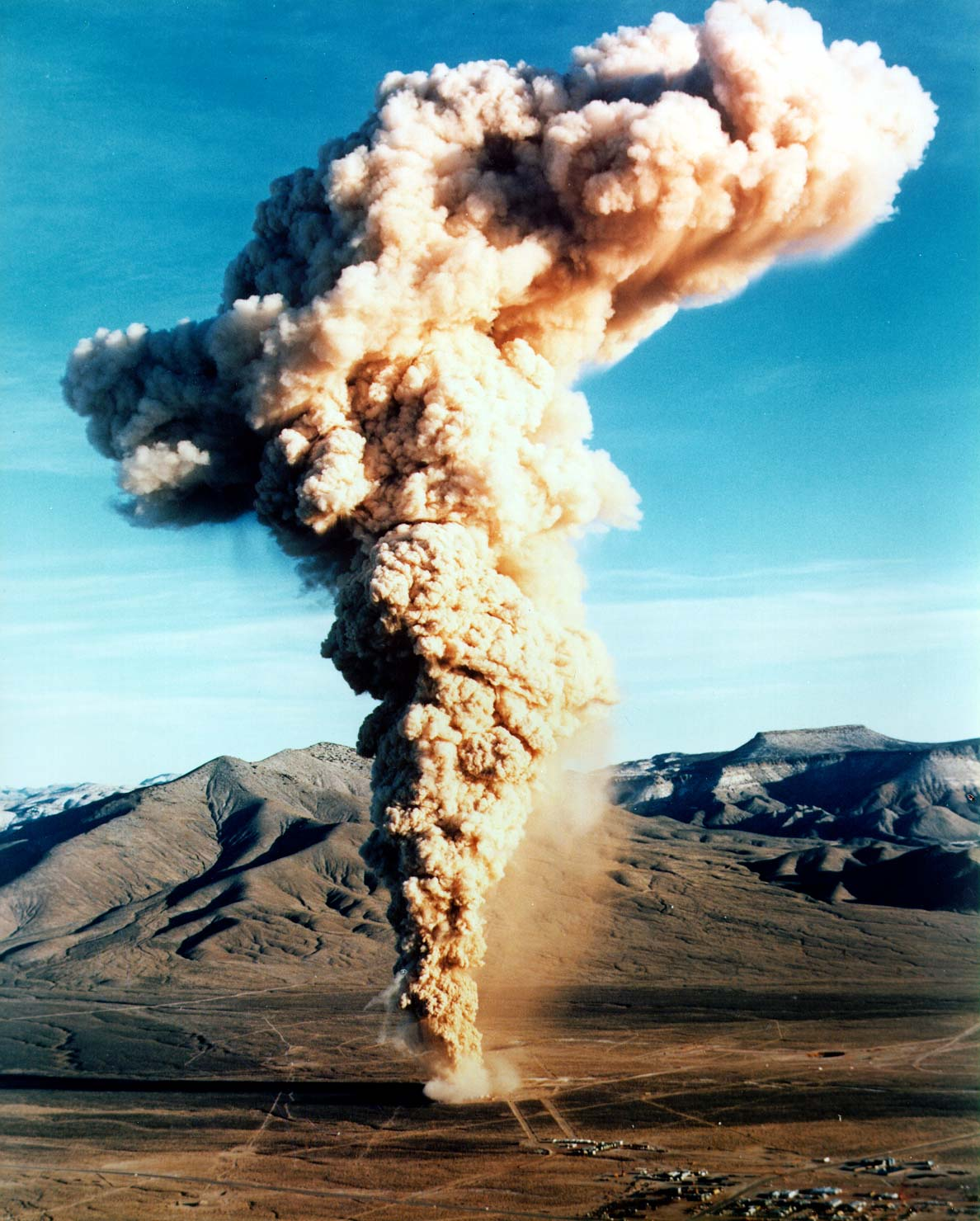
Radioactivité relâchée durant le tir Baneberry de l'.

La fuite de radioactivité depuis la cavité est connue sous le nom de « défaillance du confinement ». Des rejets massifs, rapides et non contrôlés de produits de fission, poussés par la pression de vapeur ou de gaz, sont connus sous le nom de « ventilation », un exemple ayant généré un tel échec est le tir Baneberry de l'Opération Emery (en). Les rejets de radioactivité lents, à basse pression et incontrôlés sont connus comme des « suintements », ceux-ci ont peu ou pas d'énergie, ne sont pas visibles et sont détectés par des instruments. Les suintements tardifs sont des rejets de gaz incondensables quelques jours ou semaines après l'explosion, par diffusion à travers les pores et les fissures, sans doute aidé par une diminution de la pression atmosphérique (phénomène de pompage atmosphérique). Lorsque le tunnel d'essai doit être accessible, un tunnel de purge contrôlée est réalisé, les gaz sont filtrés, dilués dans de l'air et libérés dans l'atmosphère lorsque les vents les disperseront vers des zones peu peuplées. Les petites fuites d'activité résultant d’opérations sont appelés « rejets opérationnels », ils peuvent se produire par exemple pendant le forage, à l'emplacement d'explosion, au cours de carottage ou au cours de l'échantillonnage des gaz de l'explosion. La composition en radionucléides diffère selon le type de rejets, les grandes purges rapides libèrent une fraction importante (jusqu'à 10 %) des produits de fission, alors que les suintements ultérieurs ne contiennent que les gaz les plus volatils. Le sol absorbe les composés chimiques réactifs, de sorte que les seuls nucléides non filtrés par le sol et se dissipant dans l'atmosphère sont les gaz nobles, principalement le krypton 85 et le xénon 133.
Les nucléides libérés peuvent être bio-accumulés. L'iode 131, le strontium 90 et le césium 137 se concentrent dans le lait des vaches qui pâturent, le lait de vache est donc un indicateur pratique, et sensible des retombées radioactives. Les tissus mous des animaux peuvent être analysés pour les émetteurs gamma, les os et le foie pour le strontium et le plutonium, et les tissus sanguins, l'urine et les tissus mous sont analysés pour le tritium.
Même s'il y avait des préoccupations à propos des tremblements de terre résultant d'essais souterrains, il n'existe aucune preuve que cela se soit produit. Toutefois, des mouvements de faille et des fractures du sol ont été signalés, et des explosions ont souvent précédé une série de répliques, qu’on a pensé être la conséquence de l'effondrement de la cavité et la formation de cheminée. Dans quelques cas, l'énergie sismique libérée par les mouvements de faille a dépassé celle de l'explosion.

## Les traités internationaux
Signé à Moscou le 5 août 1963 par les représentants des États-Unis, de l'Union soviétique et du Royaume-Uni, le Traité d'interdiction partielle des essais nucléaires a interdit les essais nucléaires dans l'atmosphère, dans l'espace ainsi que les essais sous-marins. En raison des inquiétudes du gouvernement soviétique au sujet de la nécessité d’inspections sur place, les essais souterrains ont été exclus du traité. 108 pays finiront par signer le traité, à l'exception notable de la France et de la Chine.
En 1974, les États-Unis et l'Union soviétique ont signé le Traité sur la limitation des essais souterrains d'armes nucléaires, qui interdit les essais souterrains avec des puissances supérieures à 150 kilotonnes. Dans les années 1990, les technologies de surveillance et de détection des essais souterrains ont évolué au point que les essais d’une kilotonne et plus peuvent être détectés avec une grande probabilité et, en 1996, les négociations ont commencé sous les auspices de l'Organisation des Nations unies pour tenter d’aboutir à une interdiction complète des essais. Le Traité d'interdiction complète des essais nucléaires a été signé en 1996 par les États-Unis, la Russie, le Royaume-Uni, la France et la Chine. Cependant, à la suite de la décision du Sénat des États-Unis de ne pas ratifier le traité en 1999, il n'est toujours par ratifié par 8 des 44 États requis dans l’annexe 2 et donc n'est donc pas encore entré en vigueur en droit international.

### Surveillance
À la fin des années 1940, les États-Unis ont commencé à développer la capacité de détecter les essais atmosphériques grâce à l'échantillonnage de l'air, cette méthode a permis de détecter le premier essai soviétique en 1949. Au cours de la décennie suivante, ce système a été amélioré, et un réseau de stations de surveillance sismique a été mis en place pour détecter les essais nucléaires souterrains. Le développement consécutif à la signature du Traité sur la limitation des essais souterrains d'armes nucléaires au milieu des années 1970 a conduit à une meilleure compréhension de la relation entre la puissance des tirs et la magnitude sismique résultante.
Lorsque les négociations ont commencé au milieu des années 1990 pour interdire complètement les essais, la communauté internationale était réticente à s'appuyer sur les capacités de détection des différents États dotés d'armes nucléaires (en particulier aux États-Unis), et a voulu à la place un système de détection international. Le système de surveillance international résultant est constitué d'un réseau de 321 stations de surveillance et de 16 laboratoires de radioéléments. Cinquante stations sismiques « primaires » envoient des données en continu au Centre international de données, avec 120 stations « auxiliaires » qui envoient des données à la demande. Les données obtenues sont utilisées pour localiser l'épicentre, et faire la distinction entre les signatures sismiques d'une explosion nucléaire souterraine et un tremblement de terre,. En outre, quatre-vingts stations radionucléides détectent les particules radioactives ventilées par des explosions souterraines. Certains radionucléides constituent une preuve claire des essais nucléaires, la présence de gaz rares peut indiquer si une explosion souterraine a eu lieu. Enfin, onze stations hydroacoustiques et une soixantaine de stations de détection des infrasons surveillent les essais sous-marins et atmosphériques.